# KV7
KV7 (Kings' Valley 7) è la sigla che identifica una delle tombe della Valle dei Re in Egitto; era la sepoltura del faraone Ramses II (XIX dinastia).

## Storia

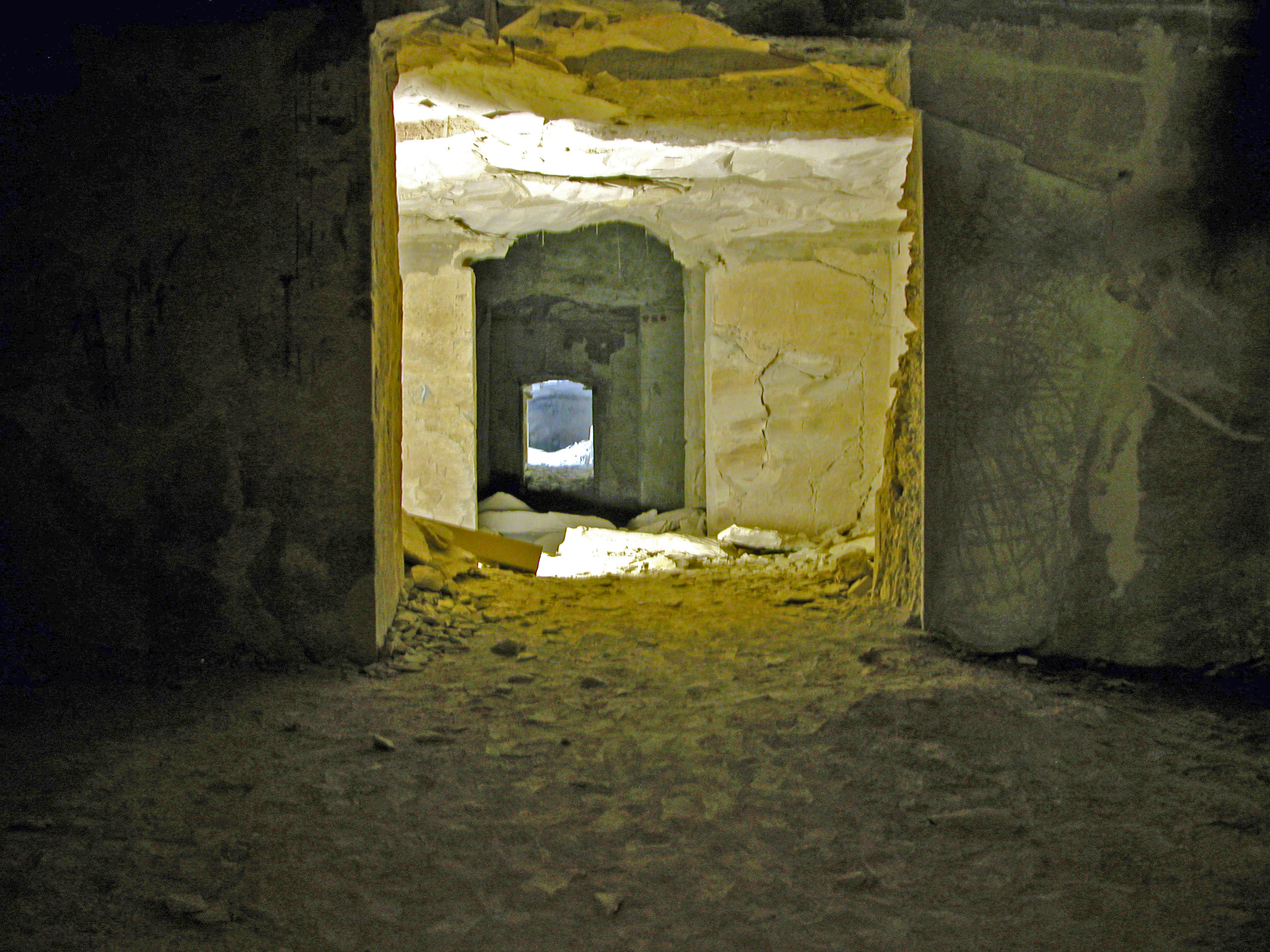
KV7, l’entrata al quarto corridoio

La tomba era nota fin dall’antichità, ma doveva essere alquanto piena di detriti derivanti da almeno dieci alluvioni, come risulta dai rilievi stratigrafici. Queste causarono, inoltre, il rigonfiamento delle pareti scistose che causò il distacco di gran parte delle decorazioni parietali. Tali dovevano essere le precarie condizioni del sito che la spedizione franco-toscana di Ippolito Rosellini, nel 1828-1829, la considerò non finita. È noto, dal cosiddetto Papiro dello sciopero, redatto nell'anno ventinovesimo di regno di Ramses III, almeno un tentativo di intrusione da parte dei ladri.
Durante la dinastia successiva, la XXI, il corpo di Ramses II venne dapprima traslato nella KV17 e, successivamente, trasferito nella DB320 di Deir el-Bahari ove venne rinvenuto nel 1881 .
La tomba venne rilevata e mappata da Richard Pococke nel 1737-1738, ugualmente mappata e rilevata dalla spedizione napoleonica del 1799, venne scavata nel 1844 da Karl Richard Lepsius e, successivamente, da Harry Burton nel 1913-1914 per conto di Theodore Davis. Sottoposta a rilievi epigrafici nel 1938 a cura di Charles Maystre, venne nuovamente scavata dal Brooklyn Museum nel 1978 e mappata e rilevata nel 1993 dal Theban Mapping Project. Nel 1993, e successivamente nel 2002, la KV7 venne scavata e rilevata epigraficamente da Christian Leblanc.

## Architettura
Architettonicamente, è una delle tombe più grandi della Valle dei Re con i suoi quasi 900 metri quadrati; planimetricamente, benché risalente alla XIX dinastia, risente ancora della struttura tipica delle tombe della XVIII ad asse piegato.
Tre corridoi discendenti (con angoli di inclinazione varianti tra i 12 e i 22 gradi) portano a un'anticamera che dà accesso a una camera colonnata. Altri due corridoi, ugualmente discendenti, portano a una seconda anticamera da cui si diparte, con asse ortogonale al corridoio stesso, un breve corridoio che dà accesso alla camera funeraria circondata da ulteriori sei locali uno dei quali, a sua volta, si apre su ulteriori due camere.
La camera funeraria, il locale più profondo della KV7, si trova a circa 58 metri di profondità rispetto al piano della Valle.

## Decorazioni
Le ripetute alluvioni cui la tomba è stata soggetta nei millenni, almeno dieci, hanno causato il distacco di gran parte delle decorazioni parietali che si sono frammischiate nei vari strati di detriti. È tuttavia possibile ricostruire il ciclo rappresentativo che ricorda quello della KV17 di Seti I. Così, nella camera funeraria sono ancora visibili capitoli del Libro delle Porte; le scale e alcuni tratti dei corridoi sono decorati con capitoli dell’Amduat, delle Litanie di Ra e del Libro della Vacca celeste ricompreso nei Libri dei Cieli. Nell’anticamera alla camera sepolcrale, usanza che si perpetuerà con i re successivi, compaiono capitoli del Libro dei morti, nonché rappresentazioni del cerimoniale di apertura della bocca cui il re defunto veniva sottoposto per poter accedere all’aldilà.
Come particolarità, per la prima volta compare, sull’architrave d’ingresso, il disco solare affiancato dalle dee Iside e Nefti, mentre sui ritti interni dello stesso portale la dea Maat è inginocchiata sulle piante araldiche simbolo dell’Alto e Basso Egitto: rispettivamente il loto per il sud e il papiro per il nord.

## Suppellettili funerarie

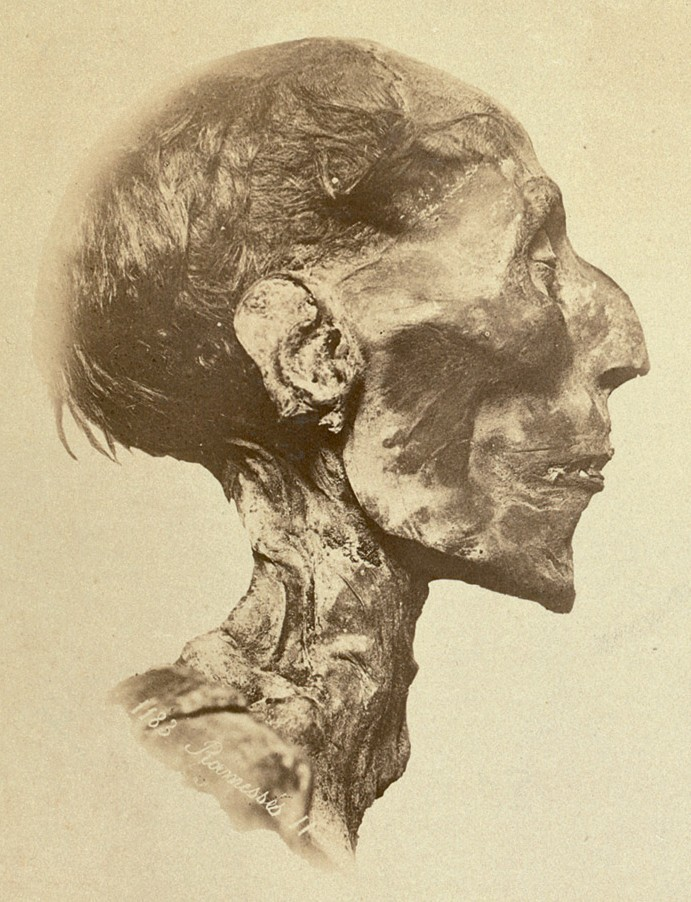
La mummia di Ramses II fotografata nel 1889 da Emil Brugsch (1842-1930)

Scarse sono le suppellettili funerarie certamente derivanti da questa sepoltura, tra queste un ushabti in bronzo rappresentante il re Ramses II con il copricapo nemes, oggi al Museo egizio di Berlino.
Altri due ushabti in legno, forse provenienti dalla KV7, sono oggi al Brooklyn Museum e al British Museum, quest’ultimo montato su una base in legno risalente, però, al Terzo periodo intermedio dell'Egitto.
Nel corso dei suoi scavi per conto di Theodore Davis, Harry Burton portò alla luce solo scarsi frammenti di statue, ushabti, vasellame e, probabilmente, pezzi di un sarcofago o di un contenitore di vasi canopi. Negli anni 2000, Christian Leblanc rinvenne frammenti di un sarcofago antropoide recante capitoli del Libro delle Porte.
Secondo il Papiro dello sciopero redatto dallo scriba Amonnakht, oggi al Museo egizio di Torino, almeno un tentativo di intrusione nella KV7 venne registrato nell’anno ventinovesimo di regno di Ramses III.

## La mummia reale
Per sottrarre la mummia di Ramses II al saccheggio, questa venne trasferita nel corso della XX Dinastia dapprima nella KV17 di suo padre, Seti I, e successivamente traslata nella DB320 di Deir el-Bahari, ove venne rinvenuta nel 1881, racchiusa in un sarcofago verosimilmente predisposto, originariamente, per Ramses I.
La mummia, che presentava come era in uso il cuore al suo posto ed i capelli avevano ancora tracce di colore rosso, venne sbendata nel 1886, a Bulaq presso l’allora sede del Museo Egiziano, da Gaston Maspero che rinvenne, tra le bende, la testimonianza in ieratico degli spostamenti cui il corpo era stato sottoposto. Il corpo si presentava in buone condizioni, ma nel 1975, a causa di un'infestazione di parassiti, venne trasferito a Parigi per esami e trattamenti conservativi. In questa occasione , sottoposto ad ulteriori analisi risultò che il re era morto per un’infezione generalizzata, che soffriva di carie e parodontite e che la colonna vertebrale era affetta da artrite reumatoide anchilosante. Un’analisi della sabbia e dei pollini rinvenuti sul corpo consentì di appurare che l’imbalsamazione era avvenuta nel nord del Paese, ad una certa distanza dal Nilo, giacché non furono rinvenuti pollini di piante palustri.

### Annotazioni
1. ↑  Le tombe vennero classificate nel 1827, dalla numero 1 alla 22, da John Gardner Wilkinson in ordine geografico. Dalla numero 23 la numerazione segue l’ordine di scoperta.
2. ↑  Oggi al Museo egizio di Torino.
3. ↑  Christian Leblanc (n. 1948), egittologo francese direttore del CNRS (Centre National de la Recherche Scientifique)
4. ↑  Il distacco di ampie parti di dimensioni relativamente grandi, consente di ricostruire molte delle scene.
5. ↑  L’ushabty bronzeo di Ramses II faceva parte della Collezione di Heinrich Menu von Minutoli, militare e appassionato di archeologia. Benché gran parte della collezione andò dispersa durante un naufragio, la restante parte fu alla base della collezione egizia dell’ Ägyptisches Museum und Papyrussammlung, ovvero del Museo egizio di Berlino.
6. ↑  Nello stesso papiro si riferisce del tentativo di furto perpetrato da Kenena, figlio di Ruta, nella tomba dei figli regali del re Osiride (Ramses II) , la KV5.
7. ↑  Il parassita responsabile del deterioramento venne identificato in un fungo, il daedalea biennis fries, che venne eliminato sottoponendo la mummia ad irradiazione con raggi gamma prodotti dal Cobalto-60.

### Fonti
1. 1 2 3 4  Theban Mapping Project.
2. ↑  Nicholas Reeves e Richard Wilkinson, The complete valley of the Kings, New York, Thames & Hudson, 2000, p. 140.
3. ↑  Christian Leblanc (1997), The Tomb of Ramesses II and Remains of his Funerary Treasure, su Egyptian Archaeology, n.ro 10, pp. 11-13.
4. 1 2 3 4 5  Reeves e Wilkinson (2000), p. 142.
5. 1 2  Reeves e Wilkinson (2000), p. 143.
6. ↑  Angelo Lepore (2008), La civiltà dell’Antico Egitto,  Milano, Lampi di Stampa, p. 304.